# Mas Vil·la Maria
Mas Vil·la Maria o Mas del Cuadrada, és una masia considerada monument i protegida com a bé cultural d'interès local del municipi de Reus (Baix Camp).

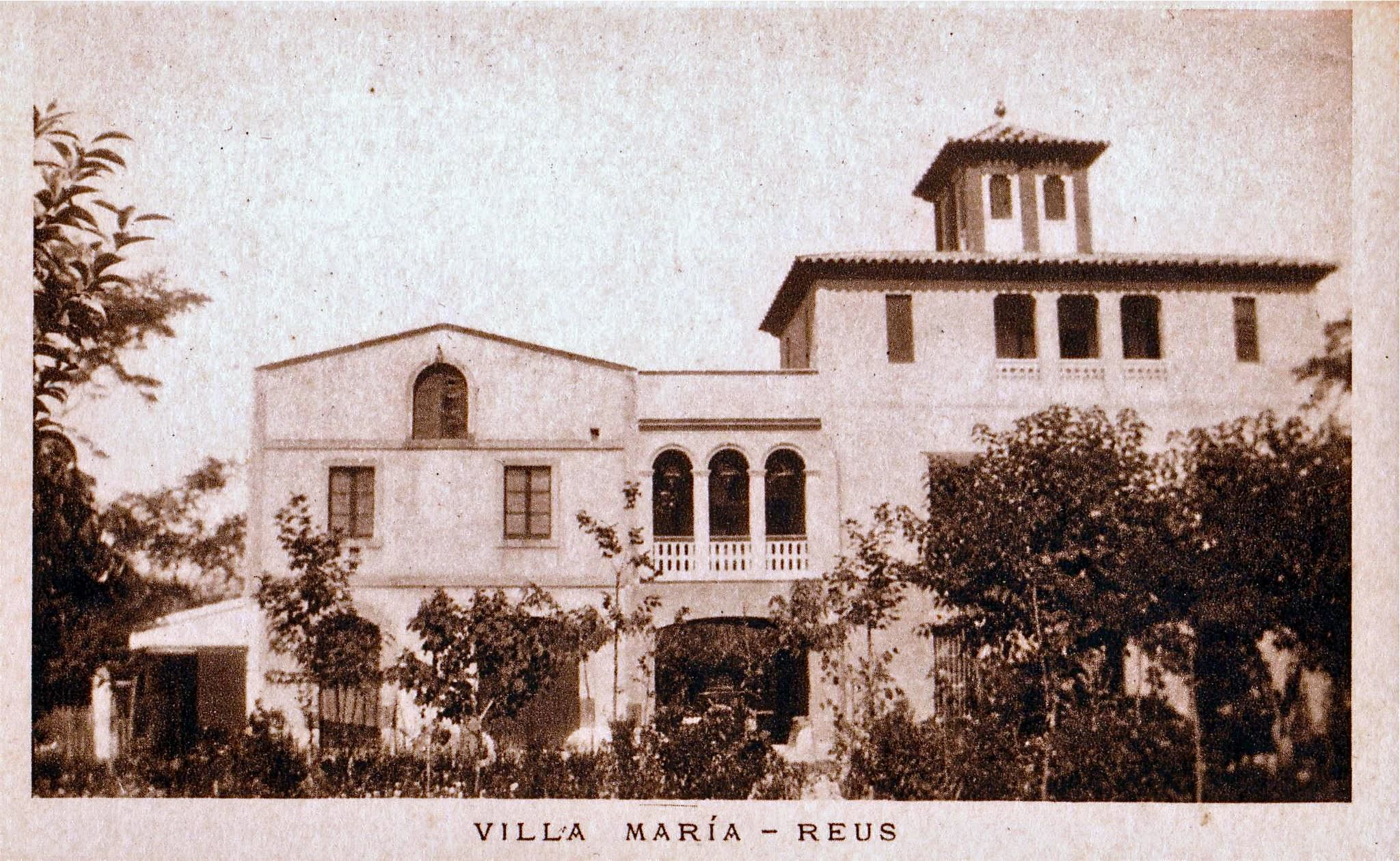
Mas Vil·la Maria l'any 1910

## Descripció
Es tracta d'una masia aïllada destinada a ús propi residencial, consta de dues plantes i golfes. L'arquitecte va ser Pere Caselles, que incorporà a l'edifici algunes de les característiques pròpies dels masos reusencs de l'època, com la torre-mirador i la loggia lateral.
L'accés principal és a la façana sud. Hi ha un cos adossat a la façana oest compost de planta baixa i galeria coberta a nivell del primer pis. El conjunt disposa de l'element singular de la torre que t'e una alçáda de cinc plantes, i on es troba la caixa d'escala.
La façana principal disposa d'obertures simètriques respecte al centre. Se situa un balcó damunt la porta d'accés principal. A la façana est trobem una gran porta amb un arc de mig punt i una terrassa protegida per una marquesina. Les finestres de les golfes estan incorporades a una arqueria cega que forma un fris superior i produeix uns elements a la manera de merlets que sobresurten de la coronació de la façana.
Als tractaments de façana trobem l'ús general dels estucats i les cobertes inclinades amb teula àrab. A la façana principal hi ha un cartell vidriat amb el nom del mas, homenatge a la dona del propietari, Maria Gibert.

## Història
El 1902 Nemesi Cuadrada, propietari d'un negoci d'adobatge de pell i d'un molí de farina, provinent de Mataró, es feu construir un mas a la partida del Roquís, prop de la carretera de Falset, seguint el costum de la burgesia reusenca de fer-se construir segones residències generalment molt properes a la ciutat. En la construcció es van fer servir peces ceràmiques dels arrimadors, sobreres del pavelló número 6 de l'Institut Pere Mata, que Cuadrada va comprar el 1908.

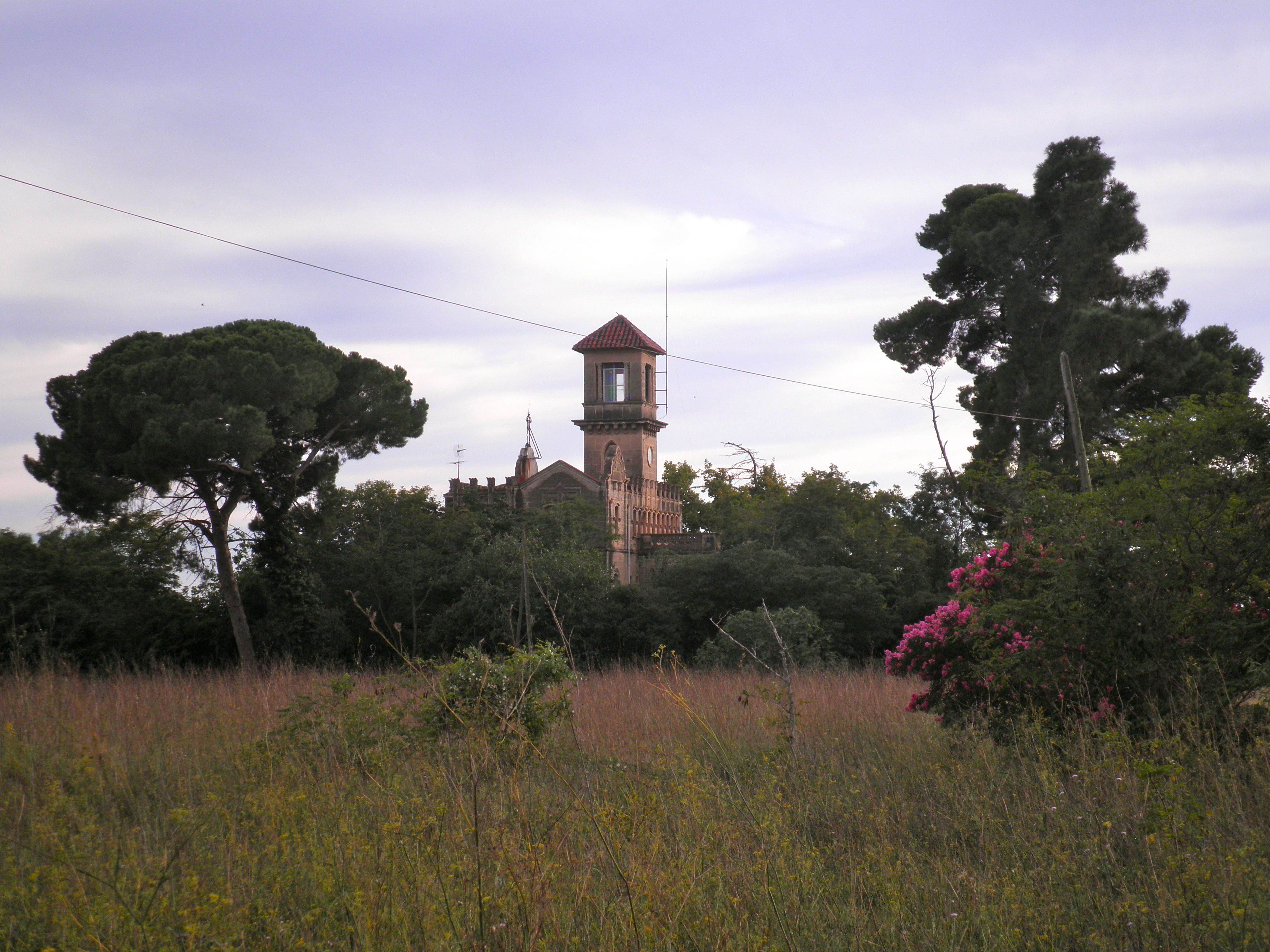
Aspecte actual del Mas de Vil·la Maria